# Hvammshlíðarfjall
Hvammshlíðarfjall är ett berg i republiken Island. Det ligger i regionen Norðurland vestra, 200 km nordost om huvudstaden Reykjavík. Toppen på Hvammshlíðarfjall är 529 meter över havet, eller 59 meter över den omgivande terrängen. Bredden vid basen är 0,97 km.
Trakten runt Hvammshlíðarfjall är nära nog obefolkad, med mindre än två invånare per kvadratkilometer. Närmaste större samhälle är Sauðárkrókur, omkring 16 kilometer öster om Hvammshlíðarfjall. Trakten runt Hvammshlíðarfjall består i huvudsak av gräsmarker.